# 九品寺 (鎌倉市)
九品寺（くほんじ）は、神奈川県鎌倉市材木座にある浄土宗の寺院。山号は内裏山。本尊は阿弥陀如来。1333年（元弘3）新田義貞が鎌倉攻めをしたときの本陣をかまえた場所で、義貞が北条方の戦死者の霊を慰めるため1337年（延元2）に建立したといわれる。山門と本堂に掲げられている額の「内裏山」と「九品寺」の文字は、義貞の筆の写しと伝えられ、直筆と伝えられる額は本堂に保存されている。

## 歴史
この寺は、新田義貞が鎌倉幕府滅亡後に北条方で亡くなった者の菩提を弔うために、1336年（建武3年）風航順西を開山として創建したものと伝えられる。

## 文化財
- 神奈川県指定文化財
  - 石造薬師如来像
- 鎌倉市指定文化財
  - 阿弥陀如来立像

## 所在地
- 神奈川県鎌倉市材木座5-13-14

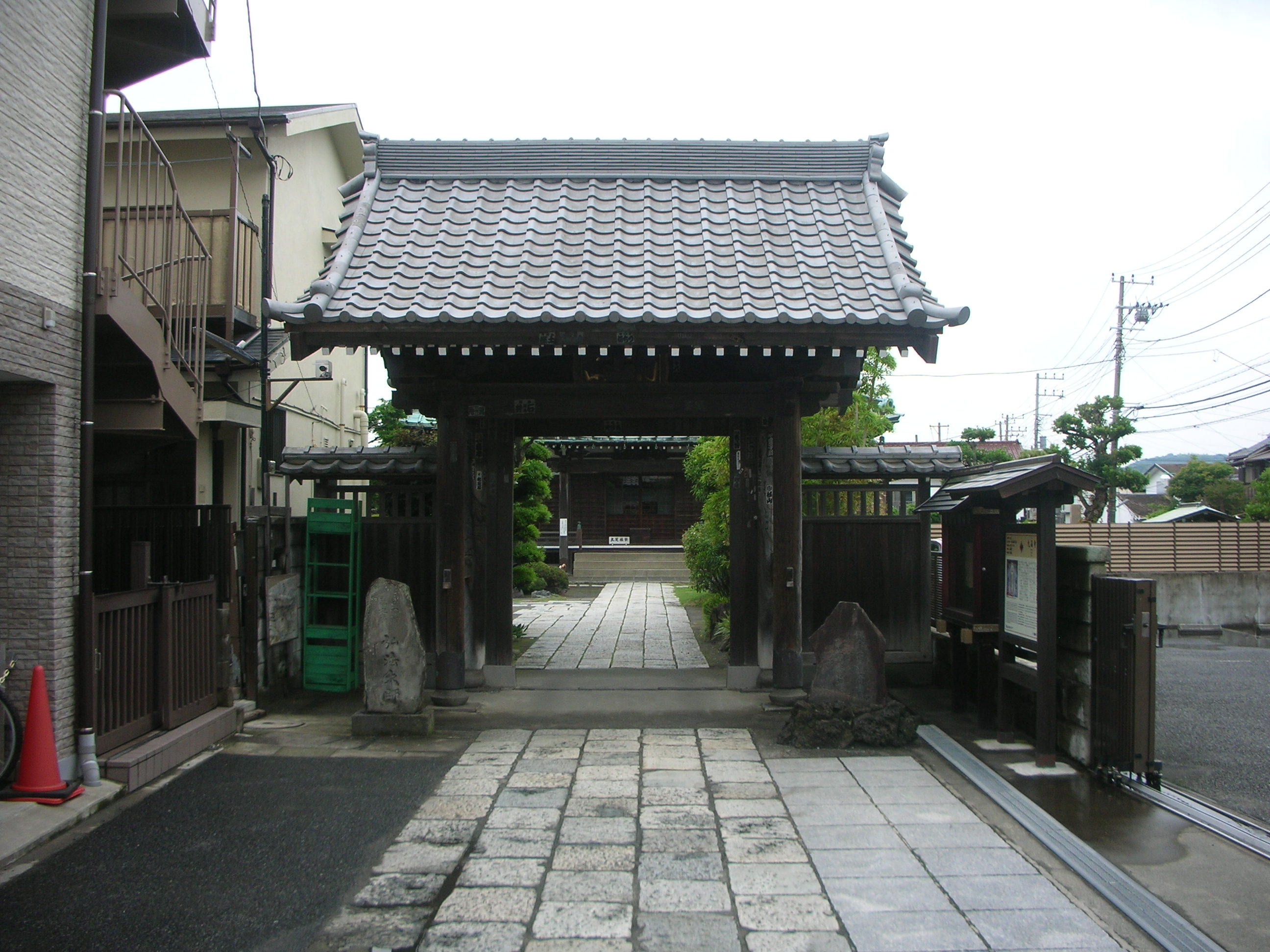
九品寺 (鎌倉市) 山門

- 鎌倉駅から京浜急行バス鎌12・鎌40・鎌41にて九品寺下車。